# Unité urbaine de Sablé-sur-Sarthe
L'unité urbaine de Sablé-sur-Sarthe est une unité urbaine française centrée sur la commune de Sablé-sur-Sarthe, dans le département de la Sarthe, en région Pays de la Loire. 

## Données globales
En 2010, selon l'Insee, l'unité urbaine de Sablé-sur-Sarthe était composée de trois communes, toutes les trois situées dans le département de la Sarthe, plus précisément dans l'arrondissement de la Flèche.
Dans le nouveau zonage de 2020, elles sont au nombre de deux, la commune de Juigné-sur-Sarthe ayant été retirée du périmètre.
En 2022, avec 13 423 habitants, elle représente la 3e unité urbaine du département de la Sarthe et occupe le 29e rang dans la région Pays de la Loire.
En 2021, sa densité de population s'élève à 275 hab/km2. Par sa superficie, elle représente 0,78 % du territoire départemental mais, par sa population, elle regroupe 2,35 % de la population du département de la Sarthe.

## Composition de l'unité urbaine en 2020
Elle est composée des deux communes suivantes :29
| Nom                             | Code Insee | Département | Statut       | Superficie (km2) | Population (dernière pop. légale) | Densité (hab./km2) | Modifier                                    |
| ------------------------------- | ---------- | ----------- | ------------ | ---------------- | --------------------------------- | ------------------ | ------------------------------------------- |
| Sablé-sur-Sarthe (ville-centre) | 72264      | Sarthe      | ville-centre | 36,92            | 12 194 (2022)                     | 330                | modifier les données · modifier les données |
| Solesmes                        | 72336      | Sarthe      | banlieue     | 11,53            | 1 229 (2022)                      | 107                | modifier les données · modifier les données |

## Évolution démographique
L'évolution démographique ci-dessous concerne l'unité urbaine selon le périmètre défini en 2020.
| 1968   | 1975   | 1982   | 1990   | 1999   | 2009   | 2014   | 2021   |
| ------ | ------ | ------ | ------ | ------ | ------ | ------ | ------ |
| 10 044 | 11 720 | 12 997 | 13 455 | 14 100 | 13 769 | 13 737 | 13 317 |

## Pour approfondir

#### Données générales
- Unité urbaine
- Pôle urbain
- Aire d'attraction d'une ville
- Liste des unités urbaines de France

#### Données en rapport avec l'unité urbaine de Sablé-sur-Sarthe
- Aire d'attraction de Sablé-sur-Sarthe
- Arrondissement de La Flèche

#### Données en rapport avec la Sarthe
- Démographie de la Sarthe
- Unités urbaines dans la Sarthe